# Centrosema vexillatum
Centrosema vexillatum är en ärtväxtart som beskrevs av George Bentham. Centrosema vexillatum ingår i släktet Centrosema och familjen ärtväxter. Inga underarter finns listade i Catalogue of Life.